# Heisteria huberiana
Heisteria huberiana är en tvåhjärtbladig växtart som beskrevs av Hermann Sleumer. Heisteria huberiana ingår i släktet Heisteria och familjen Erythropalaceae. Inga underarter finns listade i Catalogue of Life.